# Friederike Brabetz
Friederike Brabetz (* 1. Dezember 1999) ist eine deutsche Volleyballspielerin.

## Karriere
Friederike Brabetz ist die Tochter der ehemaligen Bundesligaspielerin Beate Brabetz. Sie begann ihre Karriere bei Schwarz-Weiss Erfurt 2014 in der Zweiten Liga Süd. 2015 gewann sie die Schüler-Weltmeisterschaft in Brasilien. In der folgenden Saison schaffte die Außenangreiferin mit Erfurt den Aufstieg in die erste Liga. Die Mannschaft verpasste in der Saison 2016/17 sportlich den Klassenerhalt, blieb aber in der Liga. 2018/19 spielte Brabetz mit der zweiten Mannschaft Erfurts in der Regionalliga.
Brabetz spielte mit Caroline Schmidt und Paula Mertten einige Nachwuchsturniere im Beachvolleyball.